# Астанчурга
 Астанчурга  — деревня в Шарангском районе Нижегородской области в составе  Щенниковского сельсовета .

## География
Расположена на расстоянии примерно 10 км на север-северо-восток от районного центра поселка Шаранга.

## История
Известна с 1748 года как черемисская деревня Аштаншурга с населением 46 душ мужского пола,  в 1802 28 душ (15 дворов). В 1873 году здесь (Останшурга) дворов 28 и жителей 158, в 1905 56 и 301, в 1926 (Астаншурга) 77 и 346 (317 мари), в 1950 (Астанчурга) 74 и 255.

## Население
Постоянное население составляло 185 человек (мари 91%) в 2002 году, 144 в 2010.